# 영진전문대학교 여자 축구부
영진전문대학교 여자 축구부(Yeungjin University Women's Football Club)는 대구광역시에 위치한 영진전문대학교의 축구부이다.

## 같이 보기
- 영진전문대학교